# Gustav Suits
Gustav Suits (Kurista, Estonia, 30 de noviembre de 1883 – Estocolmo, Suecia, 23 de mayo de 1956) fue un poeta estonio. Fue también uno de los primeros líderes del grupo literario del movimiento Joven Estonia —Noor-Eesti—.

## Biografía
Suits nació en la parroquia de Võnnu, hijo del maestro Hindrik Suits y de Liis Suits —de soltera Kerge—. Tenía una hermana mayor llamada Ann. En 1895 se trasladó a Tartu, Estonia, para estudiar en el Gimnasio Alexander. Suits disfrutó tanto de esta animada ciudad universitaria y de sus centros intelectuales que se propuso formar parte de su vida literaria. A los 16 años, el periódico Uus Aeg —«Nuevo Tiempo»— publicó su primer ensayo crítico. En 1899, el mismo periódico dio a conocer su primer poema, titulado Vesiroosid —Nenúfares—.

### Fallecimiento
En 1956, Suits contrajo una grave enfermedad y falleció. Está enterrado en el cementerio Woodland de Estocolmo.

## Carrera

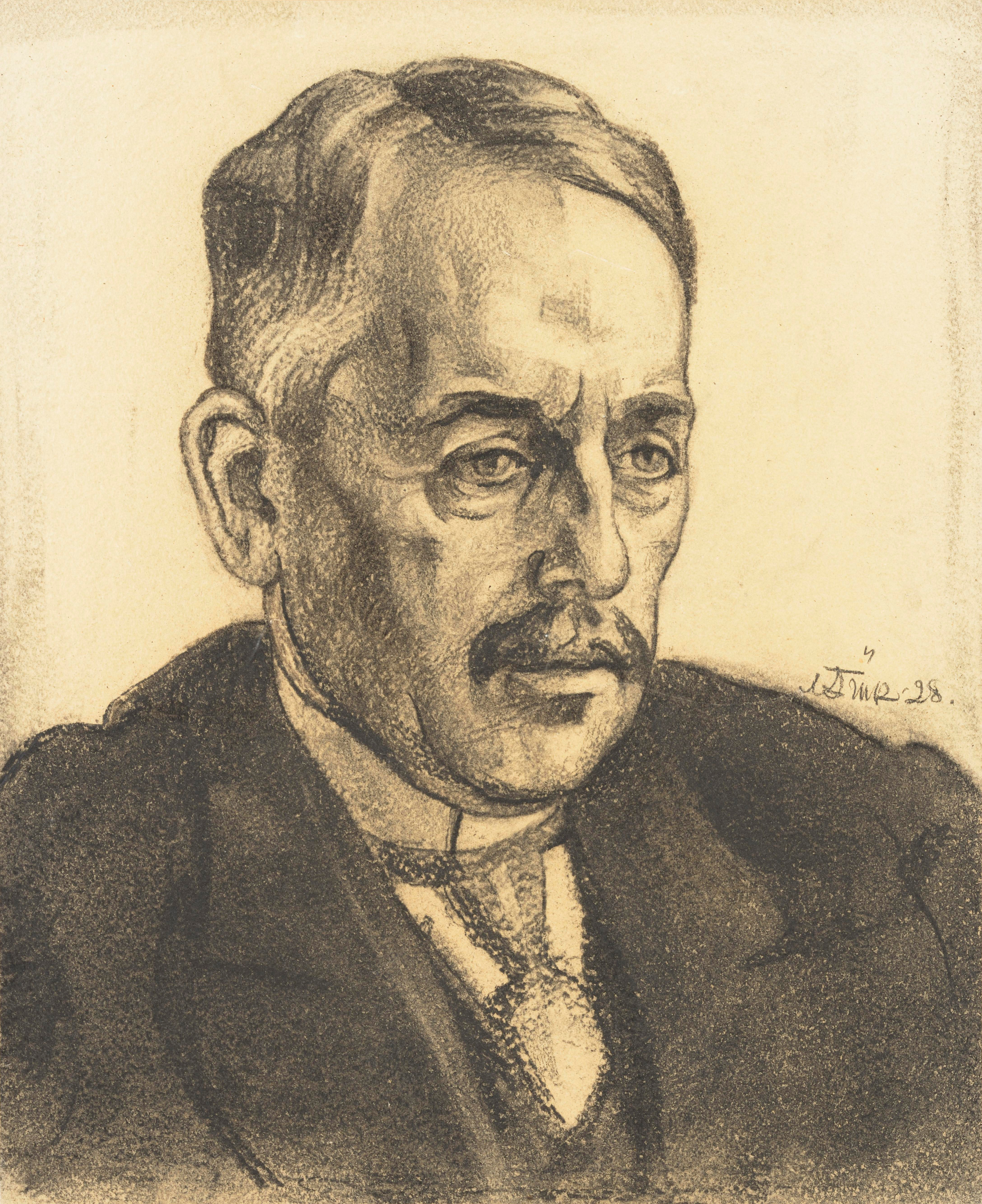
Retrato de Gustav Suits por Nikolai Triik (1928).

En 1901, Suits comenzó a pasar los veranos dando clases particulares de alemán y francés. Ese mismo año fundó la sociedad literaria Kirjanduse Sõbrad —Amigos de la Literatura—, un grupo en el que participaba también A. H. Tammsaare, quien llegaría a ser el novelista más importante de Estonia. La sociedad publicaba una revista titulada Kiired —Rayos—.
Entre 1905 y 1916, Suits estuvo estrechamente vinculado al movimiento literario estonio conocido como Noor-Eesti —Joven Estonia—. Durante esos años, el grupo cobró relevancia pública, incorporando influencias europeas a la literatura estonia y proyectando, a su vez, elementos del estilo estonio en la literatura europea. Entre 1917 y 1919, Suits participó activamente en el Partido Revolucionario Socialista Estonio. En 1921 se convirtió en la primera persona en enseñar literatura en estonio a nivel universitario. Hasta dejar su cargo en 1944, publicó numerosos ensayos de investigación centrados en la literatura estonia. En 1924 fundó la Sociedad Literaria Académica de Estonia.
En 1944, Suits fue uno de los aproximadamente 70 000 estonios que huyeron de la ocupación soviética. Junto a su familia, se estableció en Estocolmo, Suecia, donde escribió la mayor parte de su poesía y muchos de sus trabajos de investigación.